# Нижняя Султановка
Нижняя Султановка — село в Володарском районе Астраханской области России. Входит в состав Султановского сельсовета. Население — 452 человека (2010), 99 % из них — казахи .

## География
Село находится в юго-восточной части Астраханской области, на правом берегу протоки Бушма дельты реки Волги, возле островов Барнатау, Дуниловка и др. Уличная сеть состоит из двух географических объектов: Народная и Школьная улицы.
Северная окраина села смыкается южной окраиной с. Средняя Султановка, а с юга — с пос. Береговой.
Абсолютная высота — 25 метров ниже уровня моря.
Климат
Умеренный, резко континентальный, характеризуется высокими температурами летом и низкими — зимой, малым количеством осадков, а также большими годовыми и летними суточными амплитудами температуры воздуха.

## Население
| 2002 | 2010 |
| ---- | ---- |
| 428  | ↗452 |

Национальный и гендерный состав
По данным Всероссийской переписи, в 2010 году численность населения посёлка составляла 452 человека (222 мужчины и 230 женщин, 49,1 и 50,9 %% соответственно).
Согласно результатам переписи 2002 года, в национальной структуре населения казахи составляли 99 % от 430 жителей.
| Национальность | Численность (2010) | Процент |
| -------------- | ------------------ | ------- |
| Казахи         | 446                | 100 %   |
| Всего          | 446                | 100 %   |

## Инфраструктура
Султановская основная общеобразовательная школа имени Намазбаева Байбулата.

## Транспорт
Остановка общественного транспорта «Нижняя Султановка».
Проселочные дороги.